# Forrai Miklós
Forrai Miklós (Magyarszék, 1913. október 19. – Budapest, 1998. december 27.) Liszt Ferenc-díjas magyar énektanár, karmester, karnagy, egyetemi tanár,  érdemes művész, a Magyar Tudományos Akadémia tagja.

## Életpályája
Édesapja, Forrai István (1888–1965) tanító, a Magyarszéki Vegyeskar alapító karnagya, édesanyja Mittermayer Mária (1889–1941) volt. 1923-tól a debreceni zenedében tanult zongorát és zeneszerzést. 1931–1937 között a Zeneművészeti Főiskola ahol trombita-, egyházzenei-, egyházkarnagy-képzős hallgatója volt; Kodály Zoltán és Bárdos Lajos oktatta. 1934-ben karnagyi képesítést szerzett. 1934–1948 között a Forrai Kórust vezette. 1935-ben tanári oklevelet kapott. 1935–1941 között középiskolai énektanárként dolgozott. 1937-ben művész diplomája lett. 1939–1940 között a Magyar Női Kamarazenekar vezetője volt. 1941–1988 között a Zeneművészeti Főiskola tanára volt. 1941–1942 között a Budapesti Egyetemi Énekkart vezette. 1948–1978 között a Budapesti Kórus karigazgatója volt. 1957–1963 között az énektanszak vezetőjeként tevékenykedett. 1973–1991 között a Liszt Ferenc Társaság főtitkára, 1991-től társelnöke volt.
Sírja a Farkasréti temetőben található (25-10-11/12).

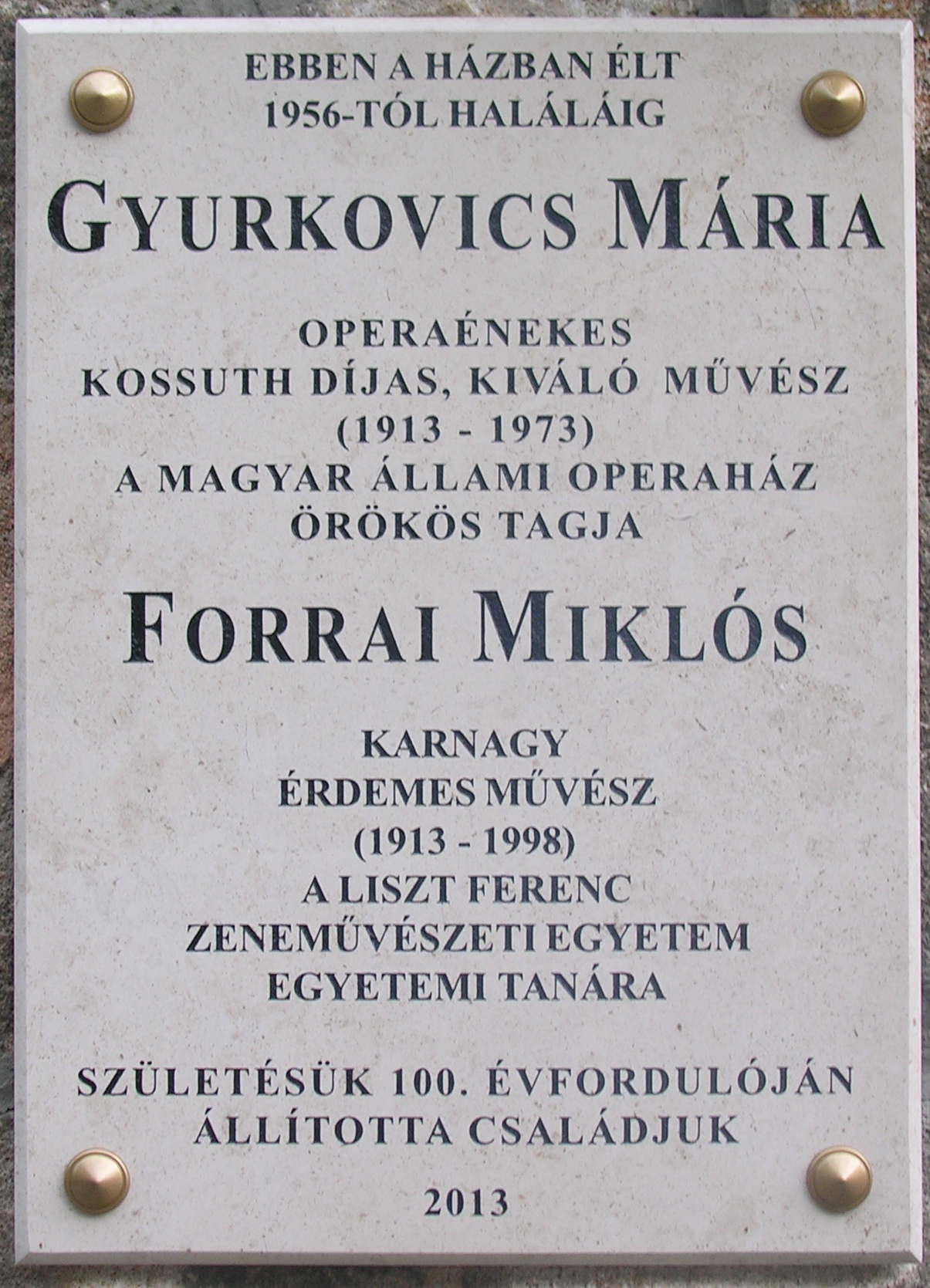
Gyurkovics Mária és Forrai Miklós emléktáblája (Budapest, II., Budenz út 18)

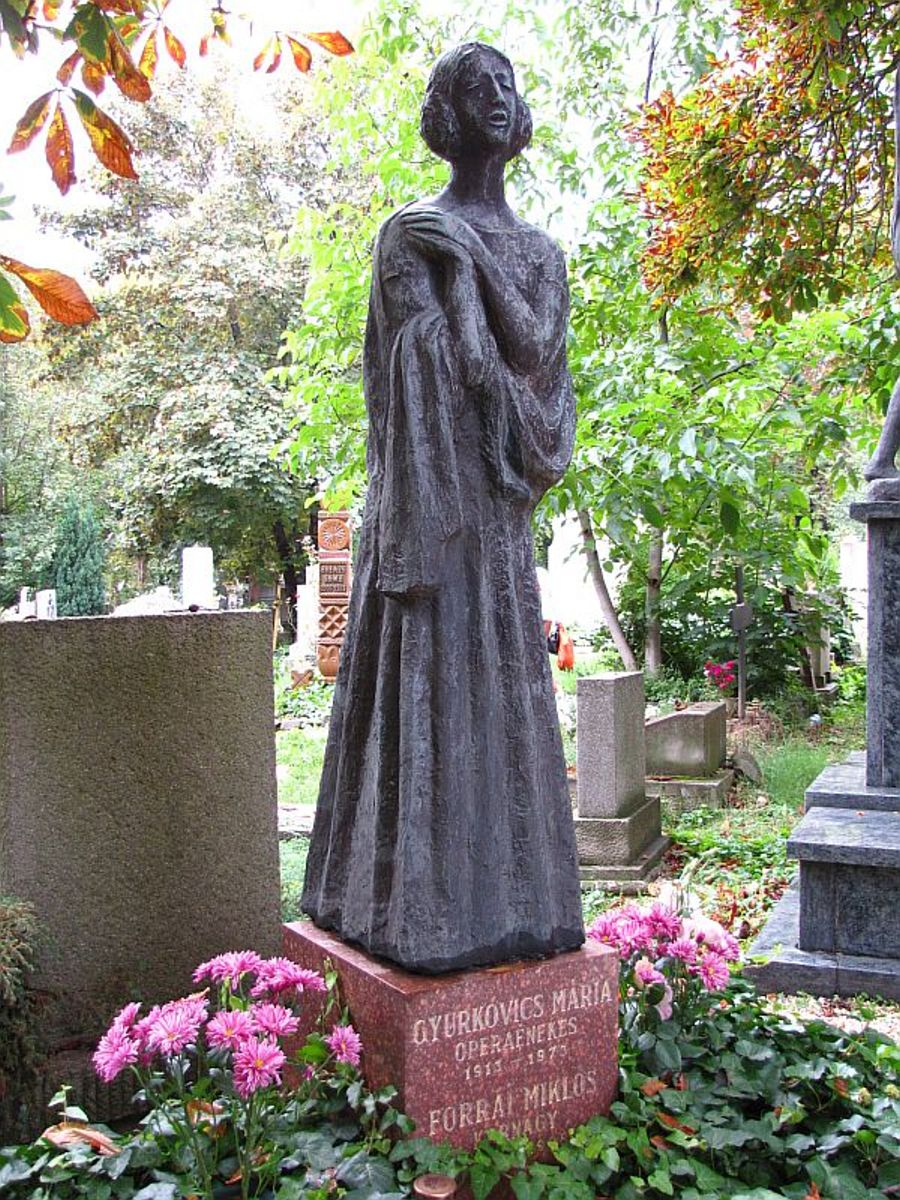
Gyurkovics Mária és Forrai Miklós sírja Budapesten. Farkasréti temető: 25-10-11/12. Borsos Miklós alkotása

## Családja
Forrai István (1912–1992) karmester testvére volt. Felesége, Gyurkovics Mária (1913–1973) operaénekesnő volt. Két lányuk született: Mária és Zsuzsa.

## Művei
- A karvezető (kézikönyv, Budapest, 1936)

## Kórusmű kiadványai
- Fallalla madrigálgyűjtemény (1939)
- Bertalotti: 50 solfeggio (1947)
- 56 solfeggio (1967)
- Ezer év kórusa (antológia, Budapest, 1943)
- Öt évszázad kórusa (Budapest, 1956)
- Liszt: Férfikarok (Budapest, 1959)
- Duettek I–II. (1959)
- Erkel Ferenc Kilenc Kórusműve (1960)
- Énekgyakorlatok (1963)
- Liszt: Öt dal (1961)
- Zúgj hullám (1964)
- Csajkovszkij: Románcok (1968)

## Hanglemezei
- Liszt: Krisztus, Prometheus, Missa choralis, Zsoltárok
- Schumann: Requiem
- Szabolcsi Bencével: Musica Hungarica, Musica Mundana

## Díjai
- Liszt Ferenc-díj (1955)
- Érdemes művész (1963)
- Zwickau város Robert Schumann-díja (1980)[8]
- Pro urbe Budapest (1992)
- A Magyar Köztársasági Érdemrend középkeresztje (1993)[9]